# Baltazar (mag)
Sveti Baltazar, ili samo Baltazar, bio je jedan od biblijskih magova zajedno s  Gašparom i Melkiorom koji su prema evanđelju bili Sveta tri kralja i koji su došli u Betlehem pokloniti se tek rođenom Isusu. Baltazara se smatra kralje Arabije i on je Isusa darovao smirnom. U kršćanskim crkvama smatra se svetcem (kao i ostala dva maga).

## Tradicija
Evanđelja u Novom zavjetu ne spominju imena magova (čak niti koliko ih je bilo), no njihova tradicijska imena mogu se naći u grčkom spisu iz 500. godine koji je je preveden na latinski i koji je općenito prihvaćen kao izvor za njihova imena. Baltazara je sv. Beda u 8. stoljeću opisao kao "crnog, s vrlo jakom bradom" i sa "smirnom u ruci na taj način predodredivši smrt Sina Čovječjega".
Prativši Betlehemsku zvijezdu, magi su prvo otišli do palače Heroda Velikog, koji je magove zamolio da nađu malog Isusa i da ga obavijeste o tom, kako bi ga on mogao kasnije pogubiti. Kada su se magi poklonili Isusu (Mt. 2:11), darivali su ga darovima, Baltazar je darovao Isusa smirnom. Poslije povratka u Arabiju, Baltazar se još jednom susreo s druga dva maga 54. u Armenskom Kraljevstvu, proslavljajući Božić, prije nego što je preminuo u 112. godini, 6. siječnja 55. godine.

## Proslava
Baltazar, zajedno s druga dva maga, je prema tradiciji sahranjen u sarkofagu u Kölnskoj katedrali. Prethodno je njihove ostatke donio Eustrogije I. 314. godine u Milano. Rimsko-njemački car Fridrik I. Barbarossa ih je 1164. prenio u Köln. Baltazar se slavi na blagdan bogojavljenja zajedno s druga dva maga u Katoličkoj Crkvi taj blagdan se slavi 6. siječnja.